# قائمة مدربي منتخب تونس لكرة القدم

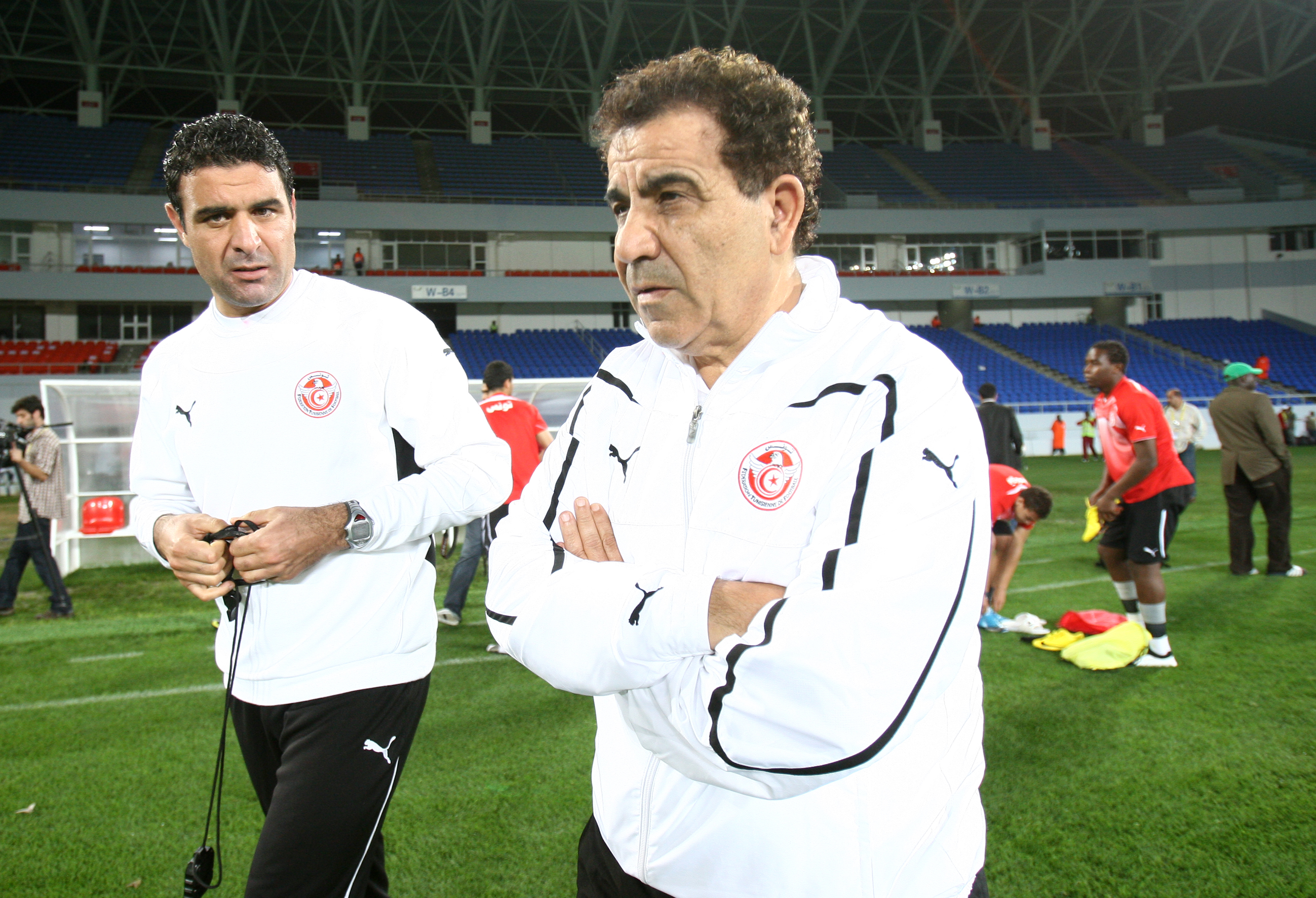
فوزي البنزرتي المدرب (يمين) محمد عامر الحيزم مساعد المدرب (يسار) أثناء إشرافهما على مقاليد المنتخب التونسي في كأس الأمم الأفريقية 2010.

أُنشئ منصب مدرب منتخب تونس لكرة القدم عام 1957 بعد تعيين رشيد تركي، أول مدرب للمنتخب الوطني في تاريخ البلاد. وشغل هذا المنصب منذ إنشائه ستة وثلاثون رجلاً؛ ستة منهم كانوا مديرين مؤقتين لفترة قصيرة: فوزي البنزرتي (مباراة واحدة خلال كأس الأمم الأفريقية 1994)، وسامي الطرابلسي (ست مباريات في عام 2011 حتى تعيينه مدربًا دائمًا)، رود كرول (مباراتان)، نزار خنفير (مباراة واحدة)، ماهر الكنزاري (مباراتان)، منتصر الوحيشي (أربع مباريات) وقيس اليعقوبي (مباراتان).
شغل روجيه لومير هذا المنصب لأطول فترة حتى الآن، حيث قاد الفريق لمدة ست سنوات في 67 مباراة، متفوقًا على أي مدرب آخر في تاريخ تونس. وهو أيضًا أنجح مدرب بعد فوزه بلقب كأس الأمم الإفريقية 2004 وتأهله إلى كأس القارات 2005 وكأس العالم 2006. أصبح المدرب اليوغوسلافي ميلان كريستيتش أول مدرب أجنبي للمنتخب عام 1960. تملك فرنسا أكبر عدد من المدربين الذين دربوا تونس، بستة مدربين. في عام 2024، وقع نزاع تدريبي في الفريق، حيث تناوب ثلاثة مدربين على قيادة الفريق بعد إقالة جلال القادري في 24 يناير. تم تعيين منتصر الوحيشي مؤقتًا في 26 يناير لمباراتين وديتين في يونيو واليومين الثالث والرابع من تصفيات كأس العالم 2026، ثم تم تعيين فوزي البنزرتي في 1 يوليو، وهي المرة الرابعة التي يتولى فيها المهمة في مسيرته، حيث قاد الفريق في أربع مباريات من تصفيات كأس الأمم الإفريقية 2025 بعد فوزين وتعادل وهزيمة، استقال من منصبه وحل محله مساعده قيس اليعقوبي مؤقتًا في 5 نوفمبر، وقاد الفريق خلال اليومين الخامس والسادس من تصفيات كأس الأمم الإفريقية، حيث قاد الفريق للتأهل بعد انتصار وهزيمة.

## الدور
دور المدير الفني للمنتخب التونسي يعني أنه يتحمل وحده المسؤولية عن جميع عناصر الميدان في الفريق التونسي. من بين الأنشطة الأخرى، هذا يشمل اختيار فريق المنتخب الوطني، الفريق الأساسي، القائد، التكتيكات، البدلاء ومنفذ ضربات الجزاء. يتمتع المدرب بحرية نسبية في اختيار طاقمه حيث رفض بعض المدربين تدريب المنتخب التونسي بسبب رفض الجامعة التونسية لكرة القدم تعيين مدربين مساعدين أجانب. كان هذا هو الحال مع جاك سانتيني في عام 2008 وريموند دومينيك. ومع ذلك، وافقت الجامعة التونسية لكرة القدم على اقتراح هنريك كاسبيرشاك في 2015 بتعيين الفرنسي باتريك هيس في الفريق.

## المدربين
آخر تحديث 6 يونيو 2025، حسب مباراة:  المغرب.
| المدرب                                    | البداية        | النهاية        | مباريات | فاز | تعادل | خسر | نسبة الفوز | أهم النتائج |
| ----------------------------------------- | -------------- | -------------- | ------- | --- | ----- | --- | ---------- | --- |
| رشيد تركي                                 | 1956           | 1957           | 0       | 0   | 0     | 0   | 0.00%      | — |
| حبيب دراوة الهاشمي الشريف العربي السوداني | 1957           | 1960           | 15      | 7   | 2     | 6   | 46.67%     | — |
| ميلان كريستيتش                            | 1960           | 1961           | 23      | 5   | 4     | 14  | 21.74%     | الألعاب الأولمبية الصيفية 1960 – دور المجموعات كأس العالم 1962 – لم يتأهل |
| فرانك ماتوزيتش                            | 1961           | 1962           | 6       | 1   | 2     | 3   | 16.67%     | كأس الأمم الإفريقية 1962 – المركزالثالث |
| أندريه جيرارد                             | 1963           | 1965           | 34      | 15  | 9     | 10  | 44.12%     | كأس العرب 1963 – البطل كأس الأمم الإفريقية 1963 – دور المجموعات |
| مختار بن ناصف                             | 1965           | 1968           | 15      | 5   | 8     | 2   | 33.33%     | كأس الأمم الإفريقية 1965 – الوصيف كأس الأمم الإفريقية 1968 – لم يتأهل |
| رادوجيكا رادوجيتشيتش                      | 17 نوفمبر 1968 | 17 أبريل 1969  | 9       | 2   | 3     | 4   | 22.22%     | — |
| سيريتا بيجوفيتش                           | 27 أبريل 1969  | 13 يونيو 1969  | 5       | 0   | 4     | 1   | 0.00%      | كأس العالم 1970 – لم يتأهل |
| عامر حيزم (1)                             | 11 نوفمبر 1970 | 16 يوليو 1974  | 33      | 16  | 6     | 11  | 48.48%     | كأس العالم 1974 – لم يتأهل |
| أندري ناجي                                | سبتمبر 1974    | فبراير 1975    | 10      | 4   | 1     | 5   | 40.00%     | — |
| عبد المجيد الشتالي                        | 12 فبراير 1975 | 20 ديسمبر 1978 | 52      | 18  | 18    | 16  | 34.61%     | كأس الأمم الإفريقية 1976 – لم يتأهل كأس الأمم الإفريقية 1978 – المركز الرابع كأس العالم 1978 – دور المجموعات                                                                        |
| عامر حيزم (2)                             | ديسمبر 1978    | أبريل 1979     | 3       | 1   | 1     | 1   | 33.33%     | — |
| حميد الذهيب                               | يوليو 1979     | أغسطس 1980     | 14      | 3   | 3     | 5   | 21.43%     | كأس العالم 1982 – لم يتأهل |
| ريزارد كوليزا                             | أغسطس 1981     | ديسمبر 1983    | 25      | 10  | 5     | 10  | 40.00%     | كأس الأمم الإفريقية 1982 – دور المجموعات كأس الأمم الإفريقية 1984 – لم يتأهل |
| يوسف الزواوي (1)                          | سبتمبر 1984    | فبراير 1986    | 26      | 13  | 3     | 8   | 54.16%     | كأس الأمم الإفريقية 1986 – لم يتأهل كأس العالم 1986 – لم يتأهل |
| جان فنسان                                 | أكتوبر 1986    | أبريل 1987     | 10      | 1   | 2     | 7   | 10.00%     | كأس الأمم الإفريقية 1988 – لم يتأهل |
| توفيق بن عثمان                            | سبتمبر 1987    | يوليو 1988     | 16      | 4   | 3     | 9   | 25.00%     | — |
| أنطوني بيتشسناك (1)                       | أغسطس 1988     | سبتمبر 1988    | 9       | 3   | 3     | 3   | 33.33%     | الألعاب الأولمبية الصيفية 1988 – دور المجموعات |
| مختار التليلي                             | نوفمبر 1988    | يوليو 1989     | 14      | 3   | 4     | 7   | 21.43%     | كأس الأمم الإفريقية 1990 – لم يتأهل |
| أنطوني بيتشسناك (2)                       | يوليو 1989     | نوفمبر 1989    | 8       | 2   | 2     | 4   | 25.00%     | كأس العالم 1990 – لم يتأهل |
| مراد محجوب                                | أبريل 1990     | فبراير 1993    | 26      | 8   | 13    | 5   | 30.77%     | كأس الأمم الإفريقية 1992 – لم يتأهل كأس العالم 1994 – لم يتأهل |
| يوسف الزواوي (2)                          | مارس 1993      | مارس 1994      | 13      | 4   | 6     | 3   | 30.77%     | — |
| فوزي البنزرتي (1؛ مؤقت)                   | مارس 1994      | مارس 1994      | 1       | 0   | 1     | 0   | 0.00%      | كأس الأمم الإفريقية 1994 – دور المجموعات |
| هنري كاسبرتشاك (1)                        | مايو 1994      | يونيو 1998     | 59      | 30  | 11    | 18  | 50.84%     | كأس الأمم الإفريقية 1996 – الوصيف الألعاب الأولمبية الصيفية 1996 – دور المجموعات كأس الأمم الإفريقية 1998 – الربع النهائي كأس العالم 1998 – دور المجموعات                           |
| فرانشيسكو سكوليو                          | سبتمبر 1998    | فبراير 2001    | 32      | 19  | 8     | 5   | 59.73%     | كأس الأمم الإفريقية 2000 – المركز الرابع |
| إكهارد كراوتزن                            | مارس 2001      | يوليو 2001     | 7       | 4   | 2     | 1   | 57.14%     | كأس العالم 2002 – دور المجموعات |
| هنري ميشيل                                | نوفمبر 2001    | مارس 2002      | 6       | 2   | 2     | 2   | 33.33%     | كأس الأمم الإفريقية 2002 – دور المجموعات |
| عمار السويح                               | مارس 2002      | يوليو 2002     | 6       | 0   | 3     | 3   | 0.00%      | — |
| روجيه لومير                               | 25 سبتمبر 2002 | 30 يونيو 2008  | 67      | 40  | 15    | 12  | 59.70%     | كأس الأمم الإفريقية 2004 – البطل كأس القارات 2005 – دور المجموعات كأس الأمم الإفريقية 2006 – الربع النهائي كأس العالم 2006 – دور المجموعات كأس الأمم الإفريقية 2008 – الربع النهائي |
| هومبيرتو كويلهو                           | 30 يونيو 2008  | 18 نوفمبر 2009 | 15      | 5   | 4     | 3   | 33.33%     | بطولة أمم إفريقيا للمحليين 2009 – لم يتأهل كأس العالم 2010 – لم يتأهل |
| فوزي البنزرتي (2)                         | 23 نوفمبر 2009 | 23 يناير 2010  | 4       | 0   | 3     | 1   | 0.00%      | كأس الأمم الإفريقية 2010 – دور المجموعات |
| برتران مارشان                             | 4 يونيو 2010   | 15 ديسمبر 2010 | 6       | 3   | 1     | 2   | 50.00%     | — |
| سامي الطرابلسي                            | 11 مارس 2011   | 8 فبراير 2013  | 32      | 13  | 9     | 10  | 40.63%     | بطولة أمم إفريقيا للمحليين 2011 – البطل كأس الأمم الإفريقية 2012 – الربع النهائي كأس الأمم الإفريقية 2013 – دور المجموعات                                                           |
| نبيل معلول (1)                            | 14 فبراير 2013 | 8 سبتمبر 2013  | 7       | 2   | 3     | 2   | 28.57%     | بطولة أمم إفريقيا للمحليين 2014 – لم يتأهل |
| رود كرول (مؤقت)                           | 18 سبتمبر 2013 | 17 نوفمبر 2013 | 2       | 0   | 1     | 1   | 0.00%      | كأس العالم 2014 – لم يتأهل |
| نزار خنفير (مؤقت)                         | 19 فبراير 2014 | 26 مارس 2014   | 1       | 0   | 1     | 0   | 0.00%      | — |
| جورج ليكنز                                | 27 مارس 2014   | 26 يونيو 2015  | 19      | 7   | 8     | 4   | 36.84%     | كأس الأمم الإفريقية 2015 – الربع النهائي |
| هنري كاسبرتشاك (2)                        | 13 يوليو 2015  | 7 أبريل 2017   | 26      | 12  | 5     | 10  | 46.15%     | بطولة أمم إفريقيا للمحليين 2016 – الربع النهائي كأس الأمم الإفريقية 2017 – الربع النهائي                                                                                            |
| نبيل معلول (2)                            | 27 أبريل 2017  | 12 يوليو 2018  | 13      | 6   | 4     | 3   | 46.15%     | كأس العالم 2018 – دور المجموعات |
| فوزي البنزرتي (3)                         | 28 يوليو 2018  | 20 أكتوبر 2018 | 3       | 3   | 0     | 0   | 100.00%    | — |
| ماهر الكنزاري (مؤقت)                      | 21 أكتوبر 2018 | 21 نوفمبر 2018 | 2       | 0   | 0     | 2   | 0.00%      | — |
| ألان جيراس                                | 14 ديسمبر 2018 | 21 أغسطس 2019  | 12      | 5   | 4     | 3   | 41.67%     | كأس الأمم الإفريقية 2019 – المركز الرابع |
| منذر الكبير                               | 29 أغسطس 2019  | 30 يناير 2022  | 31      | 19  | 4     | 8   | 61.29%     | كأس العرب 2021 – الوصيف كأس الأمم الإفريقية 2021 – الربع النهائي |
| جلال القادري                              | 30 يناير 2022  | 24 يناير 2024  | 27      | 14  | 7     | 6   | 51.85%     | كأس العالم 2022 – دور المجموعات كأس الأمم الإفريقية 2023 – دور المجموعات |
| منتصر الوحيشي (مؤقت)                      | 26 يناير 2024  | 14 يونيو 2024  | 4       | 1   | 3     | 0   | 25.00%     | — |
| فوزي البنزرتي (4)                         | 1 يوليو 2024   | 22 أكتوبر 2024 | 4       | 2   | 1     | 1   | 50.00%     | — |
| قيس اليعقوبي (مؤقت)                       | 5 نوفمبر 2024  | 18 نوفمبر 2024 | 2       | 1   | 0     | 1   | 50.00%     | — |
| سامي الطرابلسي (2)                        | 10 فبراير 2025 | الآن           | 4       | 3   | 0     | 1   | 75.00%     | كأس العرب 2025 – تأهل كأس الأمم الإفريقية 2025 – تأهل |

## إحصائيات المدربين
| الإحصائيات                    | المدرب                                                                                   |
| ----------------------------- | ---------------------------------------------------------------------------------------- |
| أول مدرب                      | رشيد تركي (1956)                                                                         |
| المدرب صاحب أطول فترة تدريب   | روجيه لومير (2002–2006؛ 5 سنوات و280 أيام)                                               |
| المدرب صاحب أقل فترة تدريب    | فوزي البنزرتي (1؛ 1994) (4 أيام)                                                         |
| أكثر مدرب نجاحا               | روجيه لومير ( بطل كأس الأمم الإفريقية 2004)                                              |
| المدرب الأكثر خوضا للمباريات  | روجيه لومير (67 مباراة)                                                                  |
| المدرب الأقل خوضا للمباريات   | فوزي البنزرتي (1) (1 مباراة)                                                             |
| المدرب صاحب أكبر عدد إنتصارات | هنري كاسبرزاك (41 فوز)                                                                   |
| المدرب صاحب أكبر عدد هزائم    | هنري كاسبرزاك (1) (18 هزيمة)                                                             |
| المدرب صاحب أكبر نسبة فوز     | فوزي البنزرتي (3) (100.00%)                                                              |
| المدرب صاحب أقل نسبة فوز (%)  | بيوغوفي سيريتا (0.00%) عمار السويح (0.00%) فوزي البنزرتي (1، 2) (0.00%) رود كرول (0.00%) |